# الأرشيف الوطني الجزائري
الأرشيف الوطني الجزائري، بعد نيل الجزائر استقلالها واسترجاع سيادتها عملت على بناء وتكوين رصيد أرشيفي يضمن التواصل بين ماضيها وحاضرها، ويحافظ على ذاكرتها الرسمية ويبقى نبراسا منيرا تستقي منه الأجيال القادمة تستفيد من خلاله بتجارب الأولين وقد أوكلت مهمة تشكيل وتسيير هذا الرصيد إلى كل من وزارة التوجيه الوطني ثم وزارة التربية الوطنية فوزارة الإعلام والثقافة من سنة 1962 إلى غاية 1971، حيث استحدثت مؤسسة الوثائق الوطنية بموجب الأمر رقم 71/36 الموافق لـ 3 يونيو 1971 والتي وضعت تحت رئاسة مجلس الوزراء، وقد تدعم هذا المكسب بإنشاء مديرية المحفوظات الوطنية بالمرسوم المؤرخ في 31 ديسمبر 1972، ثم تأسيس مجلس استشاري للمحفوظات الوطنية بالمرسوم رقم 74/75.
صدر المرسوم رقم77/ الموافق ل 20 مارس 1977 الذي ينظم ويبين دور ومهام كل من المجلس الاستشاري للمحفوظات الوطنية، المستودع المركزي للوثائق الوطنية، مجلس المديرية للمحفوظات الوطنية.
صدر الأمر71/56 المؤرخ في 5 أوت 1971 المتعلق بتسيير الأرشيف الوطني الذي ألحق بوزارة الثقافة سنة 1983 حيث تم إلغاء المجلس الاستشاري للمحفوظات الوطنية وذلك بموجب المرسوم رقم 83/89 المؤرخ في أول ربيع الثاني عام 1403 هـ الموافق لـ15 يناير 1983.
شكلت عدة لجان في الفترة من سنة 1980 إلى غاية 1987 عكفت على دراسة مختلف القضايا المتعلقة بالأرشيف لاسيما الجوانب التشريعية والتنظيمية التي أثمرت أشغالها بإنشاء مركز الأرشيف الوطني وصدور جملة من النصوص التشريعية والتنظيمية المتعلقة بالأرشيف ومؤسسات الأرشيف الوطني هي على التوالي: القانون 88/09 والمرسومين رقم 45 و46 المتضمنين لمؤسسة الأرشيف بهيكليها مركز الأرشيف الوطني والمديرية العامة للأرشيف الوطني.

## وثائق
وثائق إدارية لا يتجاوز ثلاثين سنة.
ويتضمن المعرض وثائق هامة منها نسخة للدستور الجزائري لسنة 1963 مكتوبة بيد الخطاط اسكندر وخريطة تجسد القبائل التي كانت موجودة في شمال الجزائر يعود تاريخها إلى 1873، بالإضافة إلى معاهدتين للسلم والصداقة وقعتهما الجزائر في العهد العثماني مع انجلترا في 23 أبريل 1662 ومع الولايات المتحدة الأمريكية في 5 سبتمبر 1795، ورايات كانت تستعملها البحرية الجزائرية استرجعتها المؤسسة مؤخرا من تركيا.

## وصلات خارجية
- الموقع الرسمي للأرشيف الوطني الجزائر
- رئيس المركز الوطني للأرشيف للنصر: الجزائر ستستلم 50 مليون وثيقة عن الثورة من الصليب الأحمر